# قوش-اتر (شهرستان اوزکند)
قوش-اتر (به لاتین: Kosh-Eter) یک منطقهٔ مسکونی در قرقیزستان است که در شهرستان اوزکند واقع شده‌است. قوش-اتر ۱٬۰۹۱ نفر جمعیت دارد.